# Kiso
Il fiume Kiso (木曽川?, Kiso-gawa) è uno dei maggiori corsi d'acqua del Giappone che sorge nella prefettura di Nagano e sfocia nella baia di Ise attraversando le prefetture di Gifu, Aichi e Mie.

## Caratteristiche
La sorgente è situata sul versante meridionale del monte Hachimori (altezza 2.446 m) nella prefettura di Nagano e il fiume scorre in direzione sud-ovest. Il suo corso attraverso le montagne ha plasmato varie valli nel corso dei secoli e si muove in direzione meridionale fino alla città di Nakatsugawa, dove svolta verso ovest.
Dalla città procede attraverso altre valli fino a raggiungere la zona orientale della pianura di Nōbi dove si mescola per un tratto al fiume Hida nei pressi della città di Kani, quindi si separa raggiungendo la città di Inuyama nella prefettura di Aichi.
Dopo essere passato lungo il confine tra le città di Kakamigahara e di Inuyama, sbocca nuovamente nella pianura di Nōbi dove si separa in tre corsi differenti per poi riunirsi in un unico flusso nei pressi del ponte dell'autostrada 22. Lungo il tratto finale si separa e si riunisce in varie punti con i fiumi Nagara e Ibi, passa lungo il confine tra le città di Kuwana e di Kisosaki nella prefettura di Mie e sfocia infine nella baia di Ise.
La lunghezza di 229 km lo rende il settimo fiume più lungo del Giappone. Il suo sistema idrografico si espande per 9100 m² e occupa la quinta posizione nazionale per vastità, includendo cinque prefetture al proprio interno: Nagano, Gifu, Aichi, Mie e Shiga.
La sua portata d'acqua continua e il suo vasto corso sono stati sfruttati fin dall'antichità per il trasporto fluviale, mentre oggigiorno le sue acque azionano varie centrali idroelettriche.